# Tija en bucle

Estructura en tija en bucle formada per una seqüència repetida invertida sobre l'ARN.

Una tija en bucle, en anglès: Stem-loop, és una estructura intramolecular que es forma sobre una cadena d'àcid nucleic. Es troba principalment a l'ARN, el qual existeix principalment sota la forma de cadena simple en les cèl·lules. Es forma quan dos parts de la mateixa molècula que contenen les seqüències invertides repetides de bases complementàries s'aparellen per formar localment una estructura de la doble hèlix. Per exemple, si l'ARN conté les dues seqüències següents: - ---- GUGCCACG CGUGGCAC - formen un motiu de repetició invertida, els nucleòtids del segon segment són complementaris dels primers, després de la inversió de la direcció de lectura. Aquests dos segments per tant, poden aparellar-se de forma antiparal·la per formar una zona localment de doble hèlix. La regió entre els dos segments forma aleshores un bucle que connecta les dues cadenes de l'hèlix. Aquest tipus d'estructura és un component clau de moltes estructures secundàries de l'ARN.

## Contexts estructurals

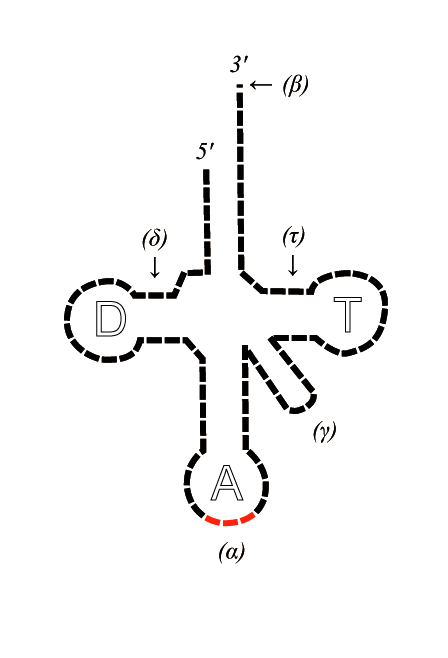
Esquema de l'ARN_{t} :
α,anti-codó (3 nucleotids) ;
β,lloc de fixació de l'àcid aminat ;
γ, bucle variable ;
δ, branca D ;
τ, Branca T ;
A, Bucle de l'anticodó ;
D, Bucle D ;
T, Bucle T

Les estructures tija en bucle es troben als pre-microARN i sobretot als ARNt que en contenen tres i una tija en forma de trèvol.